# Pitcairnia mirandae
Pitcairnia mirandae är en gräsväxtart som beskrevs av John F. Utley och Burt-utley. Pitcairnia mirandae ingår i släktet Pitcairnia och familjen Bromeliaceae. Inga underarter finns listade i Catalogue of Life.